# 長鰭鱊
長鰭鱊（学名：Acheilognathus longipinnis）为輻鰭魚綱鯉形目鱊科的其中一種，被IUCN列為瀕危保育類動物，分布於亞洲日本中部及南部，體長可達8公分。

## 扩展阅读
維基物種上的相關：長鰭鱊